# Bergmann MP34/I et MP35/I
 (septembre 2024).
La mise en forme du texte ne suit pas les recommandations de Wikipédia : il faut le « wikifier ».
Les points d'amélioration suivants sont les cas les plus fréquents. Le détail des points à revoir est peut-être précisé sur la page de discussion.
- Les titres sont pré-formatés par le logiciel. Ils ne sont ni en capitales, ni en gras.
- Le texte ne doit pas être écrit en capitales (les noms de famille non plus), ni en gras, ni en italique, ni en « petit »…
- Le gras n'est utilisé que pour surligner le titre de l'article dans l'introduction, une seule fois.
- L'italique est rarement utilisé : mots en langue étrangère, titres d'œuvres, noms de bateaux, etc.
- Les citations ne sont pas en italique mais en corps de texte normal. Elles sont entourées par des guillemets français : « et ».
- Les listes à puces sont à éviter, des paragraphes rédigés étant largement préférés. Les tableaux sont à réserver à la présentation de données structurées (résultats, etc.).
- Les appels de note de bas de page (petits chiffres en exposant, introduits par l'outil «  Source ») sont à placer entre la fin de phrase et le point final[comme ça].
- Les liens internes (vers d'autres articles de Wikipédia) sont à choisir avec parcimonie. Créez des liens vers des articles approfondissant le sujet. Les termes génériques sans rapport avec le sujet sont à éviter, ainsi que les répétitions de liens vers un même terme.
- Les liens externes sont à placer uniquement dans une section « Liens externes », à la fin de l'article. Ces liens sont à choisir avec parcimonie suivant les règles définies. Si un lien sert de source à l'article, son insertion dans le texte est à faire par les notes de bas de page.
- La présentation des références doit suivre les conventions bibliographiques. Il est recommandé d'utiliser les modèles {{Ouvrage}}, {{Chapitre}}, {{Article}}, {{Lien web}} et/ou {{Bibliographie}}. Le mode d'édition visuel peut mettre en forme automatiquement les références.
- Insérer une infobox (cadre d'informations à droite) n'est pas obligatoire pour parachever la mise en page.

Pour une aide détaillée, merci de consulter Aide:Wikification.
Si vous pensez que ces points ont été résolus, vous pouvez retirer ce bandeau et améliorer la mise en forme d'un autre article.
 (septembre 2024).

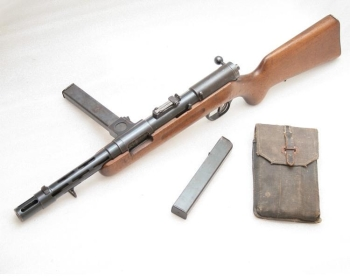
Un MP35 chargé avec un chargeur de rechange.

Les Bergmann MP34/I et MP35/I sont des pistolets mitrailleurs germano-danois, concurrents du MP28.

## Technique
Construits en bois (crosse et fût en une seule pièce) et en acier usiné, ils se distinguent du MP18 par l'ajout d'un sélecteur de tir, l'adoption d'un nouveau chargeur rectiligne placé horizontalement à droite et par la forme ovale des fentes du refroidisseur. Il fonctionne avec une culasse non calée à percuteur indépendant. Les seules différences entre les MP34 et MP35 sont internes (culasse mobile, ressort récupérateur, présence sur le premier d'un amortisseur). Il existe deux longueurs de canon et quatre calibres pour ces PM.
| Modèle      | Munition                                                          | Cadence de tir théorique | Longueur | Canon | Masse à vide | Masse du PM chargé | Chargeur         |
| ----------- | ----------------------------------------------------------------- | ------------------------ | -------- | ----- | ------------ | ------------------ | ---------------- |
| Canon court | 9 mm Parabellum/7,63 Mauser/9 mm Bergmann-Bayard/.45 ACP (rare)   | 500 coups par minute     | 84 cm    | 20 cm | 4,1 kg       | 4,78 kg            | 24/32 cartouches |
| Canon long  | 9 mm Parabellum/7,63 Mauser/ 9 mm Bergmann-Bayard/.45 ACP' (rare) | 500 coups par minute     | 96 cm    | 32 cm | 4,25 kg      | 4,93 kg            | 24/32 cartouches |

## Production et diffusion

### MP34/1
Conçu en 1932 par Emil Bergmann, fils de Theodor Bergmann, le MP34/1 est produit au Danemark chez Schultz & Larsen puis par Walther. 2000 MP34 sont fabriqués par ces firmes pour équiper la police allemande et l'armée bolivienne. Ces armes sont utilisées lors de la guerre du Chaco, puis la Seconde Guerre mondiale.

### MP35/1
Version définitive de la série, 40 000 MP35/1 sont construits par les firmes allemandes Walther et Junker und Ruh entre 1935 et 1944. Ils arment les soldats danois, espagnols, éthiopiens, suédois et la Waffen-SS.